# جون تايلر (طبيب)
جون تايلر (29 يونيو 1763 - 15 أكتوبر 1841) هو طبيب عيون أمريكي يُعتقد أنه واحد من أول الأطباء في الولايات المتحدة لإجراء جراحة الساد.

## النشأة
وُلد جون تايلر في مقاطعة الأمير جورج في ميريلاند في 29 يونيو عام 1763 لصمويل وسوزانا (دوفال) تايلر.

## حياته المهنية
بدأ تايلر دراسته للطب تحت إشراف الدكتور سميث من جورج تاون، وأصبح في وقت لاحق طالبًا في مستشفى سانت بارثولوميو، الذي حصل على دبلومتها. وبينما كان في لندن، درس تايلر تحت إشراف الدكتور أبرنيثي. ثم بدأ ممارسته لطب العيون في فريدريك، ميريلاند في عام 1786. كان واحدًا من أول أطباء العيون في الولايات المتحدة، وكذلك واحد من أمهر الأطباء لإجراء جراحة الساد. انتشرت عمليات الساد في الولايات المتحدة منذ ستينات القرن الثامن عشر، واشتهر تايلر إقليميًا لمهارته في تلك العملية.
شغل تايلر منصب عضو مؤسس في كلية الطب والجراحة في ولاية ميريلاند، وكان أيضًا عضوًا في محفل فريدريك الماسوني.
كان تايلر ضابطًا خلال تمرد الويسكي. ثم شغل منصب عضو مجلس الشيوخ في ولاية ماريلاند لمقاطعة فريدريك في 1804، وكان ناخبا لتوماس جيفرسون.

## بيت النكاية
من القضايا المشهورة أن تايلر كان لديه بيت بناه في فريدريك على شارع الكنيسة الغربية، المجاور لمنزله، لمنع تمديد شارع السجل. ويقال إن البناء قد بدأ الليلة قبل اجتماع مجلس المدينة لإدانة الأرض، التي يملكها تايلر، والتي من خلالها سيتم التمديد المقترح. المنزل الآن موجود تحت وصاية السجل الوطني للأماكن التاريخية.

## حياته في وقت لاحق
في مرحلة ما من حياته، اقتنى تايلر كلب سلوقي يدعى جيس، الذي خلد ذكراه في صورة تمثال من الحديد الزهر أمام منزله في شارع الكنيسة. تقاعد تايلر من ممارسته الطبية لأنه بدأ يفقد سمعته. توفي تايلر في فريدريك في 15 أكتوبر 1841.